# Godland
 (avril 2022).
Si vous disposez d'ouvrages ou d'articles de référence ou si vous connaissez des sites web de qualité traitant du thème abordé ici, merci de compléter l'article en donnant les références utiles à sa vérifiabilité et en les liant à la section « Notes et références ».
Pour plus de détails, voir Fiche technique et Distribution.
Godland (Vanskabte Land) est un film dano-franco-islandais réalisé par Hlynur Pálmason, sorti en 2022.

## Synopsis
À la fin du XIXe siècle, Lucas, prêtre danois, arrive en Islande, avec pour missions de construire une église et de photographier la population. Mais plus il s'enfonce dans le paysage impitoyable, plus il est livré aux affres de la tentation et du péché...

## Fiche technique
Sauf indication contraire, les informations mentionnées dans cette section peuvent être confirmées par la base de données cinématographiques IMDb,  présente dans la section « Liens externes ».
- Titre original : Vanskabte Land
- Titre islandais : Volaða Land[1]
- Titre français et international : Godland
- Réalisation et scénario : Hlynur Pálmason
- Costumes : Nina Grønlund (no)
- Photographie : Maria von Hausswolff
- Montage : Julius Krebs Damsbo
- Musique : Alex Zhang Hungtai
- Sociétés de production :
- Société de distribution : Jour2Fête
- Pays de production :  Danemark,  Islande,  France[2]
- Langues originales : danois et islandais
- Format : couleur — 35 mm[3] — 1,33:1 avec coins arrondis[4]
- Genre : drame
- Durée : 138 minutes
- Dates de sortie :
  - France : 24 mai 2022 (Festival de Cannes)[5] ; 13 juillet 2022 (réseau Utopia)[6],[7] ; 21 décembre 2022 (sortie nationale)
  - Danemark : 1er décembre 2022
  - Islande : 10 mars 2023

## Distribution
- Elliott Crosset Hove : Lucas
- Ingvar E. Sigurðsson : Ragnar
- Jacob Lohmann : Carl
- Vic Carmen Sonne : Anna
- Ída Mekkín Hlynsdóttir : Ida
- Hilmar Guðjónsson : le traducteur
- Waage Sandø (da) : Vincent

## Accueil

### Accueil critique
En France, le site Allociné propose une excellente moyenne de 4⁄5, fondée sur 24 critiques de presse.

## Distinctions

### Récompense
- Festival de Cannes 2022 : Palme Dog : Grand Prix du Jury pour Sheepdog

### Sélection
- Festival de Cannes 2022 : sélection Un certain regard